# Kubianowo
Kubianowo (Kubinowo) – nieoficjalny przysiółek wsi Kruszyn w Polsce położony w województwie pomorskim, w powiecie chojnickim, w gminie Brusy.
Miejscowość leży na obszarze Zaborskiego Parku Krajobrazowego, na zachodnim brzegu rzeki Kulawy i nad południowym brzegiem jeziora Dużego Głuchego. Przez Kubianowo prowadzi trasa Ścieżki przyrodniczej "Doliny Kulawy".
W latach 1975–1998 miejscowość administracyjnie należała do województwa bydgoskiego.